# Whitney Mercilus
Whitney Mercilus (nacido el 21 de julio de 1990) es un exjugador profesional de fútbol americano estadounidense que jugó en la posición de outside linebacker con los Houston Texans y los Green Bay Packers de la National Football League (NFL).

## Biografía
Mercilus tiene ascendencia haitiana y asistió a Garfield High School, donde jugó para los Garfield Rams. Fue considerado un 3 estrellas por Rivals.com.
Tras su paso por el instituto, Mercilus se graduó en Illinois, donde jugó para los Fighting Illini de 2009 a 2011. En su año sénior, Mercilus fue el líder del país en sacks (16) y fumbles forzados (9) jugando como defensive end.

## Carrera

### Houston Texans
Mercilus fue seleccionado por los Houston Texans en la primera ronda (puesto 26) del draft de 2012. El 14 de junio de 2012, Mercilus firmó un contrato de cuatro años por  $7.634 millones, con opción del equipo a uno más.
El 4 de mayo de 2015, Mercilus renovó cuatro años más a razón de $26 millones con $10.5 millones garantizados.
Con los Texans, Mercilus logró cinco títulos de división (2012-13, 2015-16, 2016-17, 2018-19 y 2019-20).

### Green Bay Packers
El 21 de octubre de 2021, Mercilus firmó con los Green Bay Packers. El 14 de noviembre, sufrió un desgarro de bíceps durante un partido de la Semana 10 contra los Seattle Seahawks, por lo que fue colocado en la lista de reservas lesionados dos días después.
Mercilus anunció su retiro de la NFL el 6 de abril de 2022.

## Estadísticas generales
| Año   | Equipo | Juegos | Juegos | Tacleadas | Tacleadas | Tacleadas | Tacleadas | Tacleadas | Intercepciones | Intercepciones | Intercepciones | Intercepciones | Intercepciones | Intercepciones | Balones sueltos | Balones sueltos | Balones sueltos | Balones sueltos |
| Año   | Equipo | GS     | GP     | Comb      | Total     | Ast       | Sack      | SFTY      | PDef           | Int            | Yds            | Avg            | Lng            | TDs            | FF              | FR              | Yds             | TD              |
| ----- | ------ | ------ | ------ | --------- | --------- | --------- | --------- | --------- | -------------- | -------------- | -------------- | -------------- | -------------- | -------------- | --------------- | --------------- | --------------- | --------------- |
| 2012  | HOU    | 16     | 4      | 25        | 20        | 5         | 6.0       | --        | 1              | --             | --             | --             | --             | --             | 2               | 1               | 0               | 0               |
| 2013  | HOU    | 16     | 16     | 47        | 33        | 14        | 7.0       | --        | 0              | --             | --             | --             | --             | --             | 0               | 0               | --              | --              |
| 2014  | HOU    | 15     | 13     | 50        | 31        | 19        | 5.0       | --        | 0              | --             | --             | --             | --             | --             | 2               | 0               | --              | --              |
| 2015  | HOU    | 16     | 10     | 52        | 32        | 20        | 12.0      | --        | 2              | --             | --             | --             | --             | --             | 1               | 2               | 5               | 0               |
| 2016  | HOU    | 15     | 15     | 53        | 36        | 17        | 7.5       | --        | 1              | --             | --             | --             | --             | --             | 1               | 4               | 7               | 0               |
| 2017  | HOU    | 5      | 5      | 10        | 9         | 1         | 1.0       | --        | 0              | --             | --             | --             | --             | --             | 1               | 0               | --              | --              |
| 2018  | HOU    | 16     | 9      | 39        | 22        | 17        | 4.0       | --        | 0              | --             | --             | --             | --             | --             | 2               | 0               | --              | --              |
| 2019  | HOU    | 16     | 16     | 48        | 33        | 15        | 7.5       | --        | 2              | 2              | 88             | 44             | 86             | 0              | 4               | 1               | 2               | 0               |
| 2020  | HOU    | 13     | 12     | 21        | 12        | 9         | 4.0       | --        | 1              | --             | --             | --             | --             | --             | 0               | 1               | 0               | 0               |
| 2021  | HOU    | 6      | 2      | 12        | 6         | 6         | 3.0       | --        | 0              | --             | --             | --             | --             | --             | 0               | 0               | --              | --              |
| 2021  | GB     | 4      | 0      | 5         | 3         | 2         | 1.0       | --        | 0              | --             | --             | --             | --             | --             | 0               | 0               | --              | --              |
| Total | Total  | 138    | 102    | 362       | 237       | 125       | 58.0      | --        | 7              | 2              | 88             | 44.0           | 86             | 0              | 13              | 9               | 14              | 0               |

Fuente: Pro-Football-Reference.com